# Донгола (Илиноис)
Донгола (енгл. Dongola) град је у америчкој савезној држави Илиноис.

## Демографија
По попису из 2010. године број становника је 726, што је 80 (-9,9%) становника мање него 2000. године.
| Група             | 2000.       | 2010.       |
| Белци             | 772 (95,8%) | 680 (93,7%) |
| Афроамериканци    | 1 (0,1%)    | 2 (0,3%)    |
| Азијати           | 3 (0,4%)    | 2 (0,3%)    |
| Хиспаноамериканци | 1 (0,1%)    | 20 (2,8%)   |
| Укупно            | 806         | 726         |